# Boeing P-26 Peashooter
El Boeing P-26 Peashooter (cerbatana en inglés) fue el primer avión de caza completamente metálico producido en serie en Estados Unidos y el primer caza monoplano usado por el Cuerpo Aéreo del Ejército de los Estados Unidos, así como el último con cabina abierta y tren de aterrizaje fijo.

## Diseño y desarrollo
En septiembre de 1931, la compañía Boeing Airplane Company presentó al Ejército estadounidense el proyecto de un pequeño caza (designación de la compañía: Model 248) diseñado en torno al motor radial refrigerado por aire Pratt & Whitney R-1340 Wasp de 525 hp. El diseño presentado era el de un monoplano con cabina abierta, tren de aterrizaje fijo y alas reforzadas con riostras (cables que sustentan las alas desde el fuselaje) exteriores. La propuesta fue aceptada, especificándose en el contrato que el Ejército estadounidense suministraría los motores e instrumentos de vuelo, mientras que Boeing se haría cargo de los costes de construcción de tres prototipos (XP-936) y de los ensayos preliminares.
La construcción del primer prototipo se completó en marzo de 1932, y el 20 de ese mes realizó su primer vuelo, siendo más tarde entregado para realizar pruebas de servicio en la base de Wright Field; este aparato alcanzó una velocidad de 365 km/h a 3050 m, lo cual fue considerado como una excelente prestación.
Este aparato era de construcción semimonocasco totalmente metálica, incluía mamparos de aluminio y largueros de sección en T. El ala de sección delgada, bajo alargamiento e implantación baja con una envergadura de 8,36 m estaba arriostrada al fuselaje y al carenado del tren de aterrizaje mediante cables. El armamento previsto consistía en dos ametralladoras calibre 7,62 mm y opcionalmente, en soportes exteriores, podía transportar 51 kg de bombas.
Durante 1932 se siguieron realizando evaluaciones con los prototipos; de resultas de ellas, el USAAC y Boeing firmaron un contrato en enero de 1933 en el que el primero solicitaba 111 ejemplares del mejorado Model 266, más tarde designado P-26A, dicho pedido fue posteriormente ampliado a 136. A estos 25 aviones les fue modificada la planta motriz: los dos primeros, designados P-26B, recibieron el motor R-1340-33 con inyección de combustible y volaron por primera vez el 10 de enero de 1935; a continuación, 23 unidades con el mismo motor, aunque inicialmente sin inyección, que fueron designados P-26C, más tarde fueron modificados al nivel del anterior modelo. Ambas variantes desarrollaban una velocidad máxima de 378 km/h a 1830 m. Los primeros P-26A comenzaron a ser entregados a los Grupos de Persecución en diciembre de 1933, y el último P-26C salió de la línea de montaje en 1936.

## Historia operacional

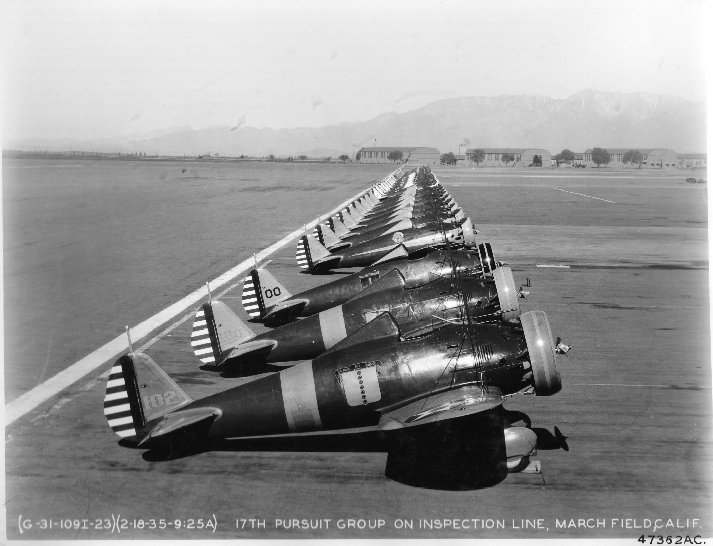
Un grupo de P-26 se alinean para una inspección de mantenimiento.

Los primeros P-26 entraron en servicio en diciembre de 1933 con los Squadrons nos. 17, 27 y 94 del 1st Pursuit Group basados en Selfridge Field, Míchigan, seguidos en 1934 por los escuadrones 34 y 94 del 17 Pursuit Group, con base en March Field, California; el tercer y último equipado con este aparato fue el 20 Pursuit Group basado en Barksdale, Luisiana, para sus escuadrones 55 y 77 que recibieron sus aviones en 1934, y en 1935 el 79.
Un total de 22 escuadrones volaron el Peashooter, siendo los P-26 los cazas de primera línea del USAAC con base en Estados Unidos hasta 1938. Cuando los Seversky P-35 y Curtiss P-36 comenzaron a reemplazarlos, los P-26 fueron destinados en un principio a la zona del Canal de Panamá, y más tarde también a Wheeler Field, Hawái. El 31 Squadron, basado en el aeródromo de Albrock Field, Panamá, fue la última unidad de primera línea que los utilizó.
Boeing desarrolló una versión para la exportación, el Model 281, muy similar al P-26A salvo en detalles menores y uno más importante, la inclusión de flaps divididos operados manualmente a fin de reducir la elevada velocidad de aterrizaje de este aparato (132 km/h). Esta mejora fue incorporada a todos los P-26 construidos en adelante; con su instalación se consiguieron unos aceptables 117 km/h.
Se realizó otra modificación después de que en un accidente debido a su elevada velocidad de aterrizaje, uno de los prototipos volcase. Aunque los daños fueron leves, el piloto se rompió el cuello. En este tipo de accidentes en los biplanos, los pilotos estaban protegidos por el ala superior. Para proteger al piloto, el reposacabezas se elevó 20 cm y se reforzó con una barra antivuelco similar a los coches de competición de hoy en día. Esto dio al P-26 su característica apariencia "jorobada".
De este modelo se construyeron doce unidades; uno de ellos fue enviado a España en marzo de 1935 con el objeto de competir en el concurso convocado por el Gobierno español con el fin de sustituir a los ya obsoletos cazas Nieuport-Delage NiD 52, concurso que fue ganado por su otro competidor, el Hawker Fury. Este aparato desarmado todavía permanecía en España al inicio de la Guerra Civil y en un primer momento fue requisado y más tarde comprado por la suma de 26 000 dólares; pilotado por el teniente Ramón Puparelli y armado con dos ametralladoras Vickers de 7,7 mm, fue derribado el 21 de octubre de 1936 por un Fiat C.R.32 cerca de Getafe.
Los otros once restantes fueron comprados por el gobierno de la China Nacionalista; el primero, llegado en septiembre de 1934, resultó destruido cuando su piloto norteamericano realizaba una demostración y los restante fueron llegando paulatinamente al puerto de Cantón durante los 15 meses siguientes, llegando el último en enero de 1936 y formándose un escuadrón de caza. Estos aviones consiguieron algunas victorias enfrentándose con cazas y bombarderos japoneses, pero posteriormente hubieron de ser retirados por falta de repuestos.
También el P-26 estuvo presente en las Islas Filipinas en el 3 Pursuit Group y el 4 Composite Group entre 1937 y 1941; en julio de este último año y ya en guerra con Japón, 12 aparatos (otras fuentes indican diferentes cantidades) fueron traspasados al incipiente Cuerpo Aéreo del Ejército de Filipinas. Estos aparatos consiguieron abatir algunos aviones japoneses, siendo destruidos los supervivientes para evitar ser capturados a finales de diciembre de 1941.
A finales de 1942, cuando solo nueve P-26 permanecían en servicio destacados en la zona del Canal de Panamá, el Gobierno de Guatemala se interesó por la compra de estos aparatos. Sin embargo, el Congreso de los Estados Unidos había vetado las exportaciones de armas de combate a todos los países de América Latina excepto a Brasil y México. Por ello, se valieron de la argucia de enviarlos indicando en los documentos de venta que eran entrenadores Fairchild PT-26, siendo entregados siete a principios de 1943. Fueron utilizados en fecha tan tardía como durante el Golpe de Estado en Guatemala de 1954. A finales de 1956 solo quedaban dos unidades; uno fue comprado para ser restaurado y exhibido en el museo Planes of Fame Air Museum de Chino (California) y el otro fue donado con el mismo fin al Museo Nacional del Aire y el Espacio de Estados Unidos.

## Variantes

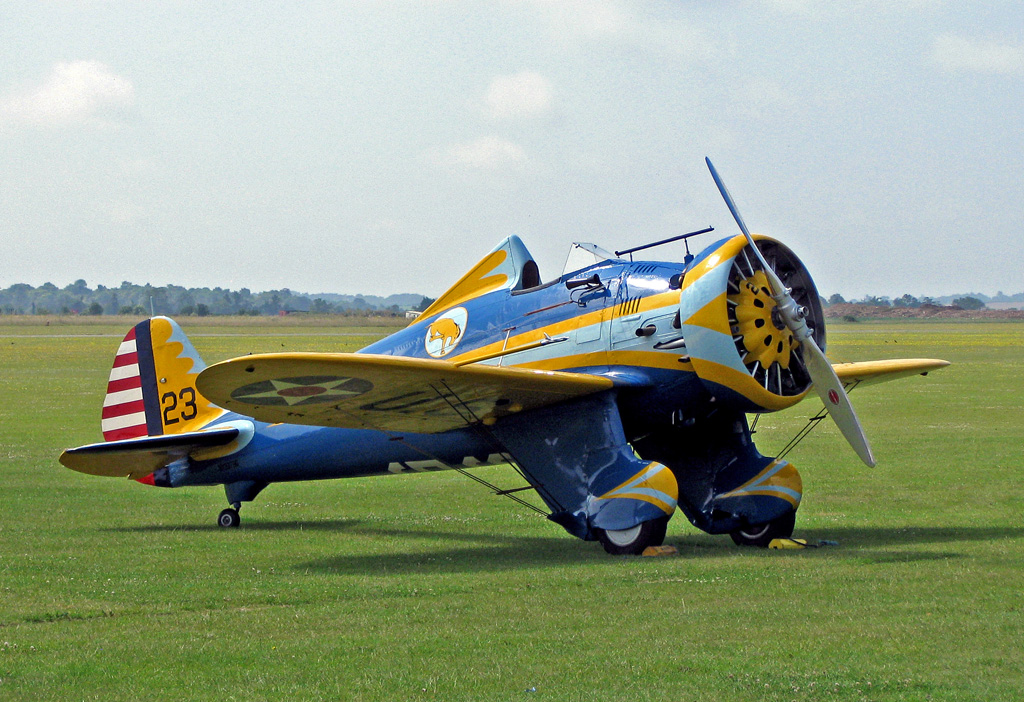
Boeing P-26A con las marcas del 95th Pursuit Squadron.

XP-936 (Model 248)
Tres prototipos construidos para el Cuerpo Aéreo del Ejército estadounidense, propulsados con el motor Pratt & Whitney R-1340-21 Wasp de 391 kW (525 hp).
P-26A (Model 266)
Caza monoplaza propulsado por el motor R-1340-27 de 450 kW (600 hp), 111 ejemplares fabricados.
P-26B (Model 266A)
Caza monoplaza propulsado con el motor R-1340-33 de 450 kW (600 hp), con inyección de combustible; dos ejemplares fabricados.
P-26C
Caza monoplaza propulsado por el motor R-1340-33; inicialmente sin sistema de inyección y más tarde modificados al nivel del P-26B; 23 ejemplares construidos.
Model 281
Versión de exportación del P-26C; 11 ejemplares entregados a la Fuerza Aérea de la República de China y 1 para las FARE .

## Operadores
España

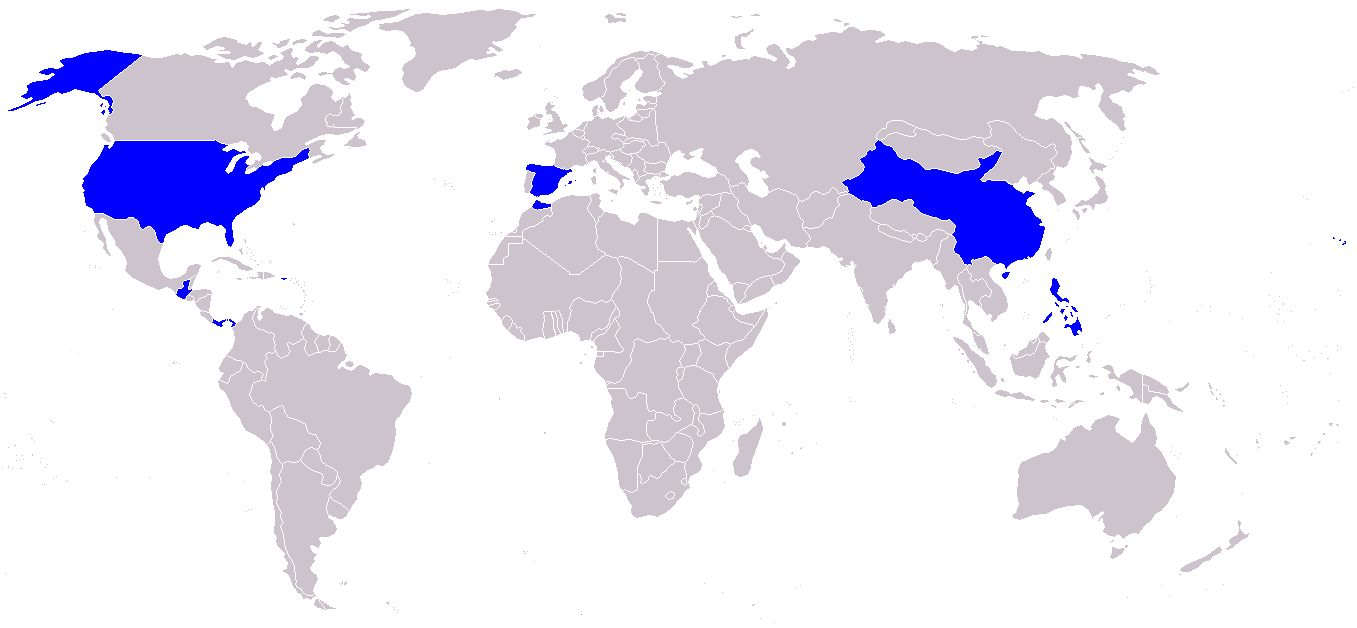
Operadores del P-26.

- Fuerzas Aéreas de la República Española.

 Estados Unidos
- Cuerpo Aéreo del Ejército de los Estados Unidos

 Filipinas (territorio de Estados Unidos)
- Cuerpo Aéreo del Ejército de Filipinas (hasta 1941)

 Guatemala
- Fuerza Aérea Guatemalteca (hasta 1956)

 Panamá
 República de China
- Fuerzas Aéreas de la República de China

## Especificaciones (P-26A)
Referencia datos: Enciclopedia Ilustrada de la Aviación, Vol. 6 pags. 1366/69. 1983: Barcelona, Edit. Delta ISBN 84-85822-60-9

### Características generales
- Tripulación: Uno (piloto)
- Longitud: 7,3 m (23,8 ft)
- Envergadura: 8,5 m (28 ft)
- Altura: 3,2 m (10,4 ft)
- Superficie alar: 13,9 m² (149,5 ft²)
- Peso vacío: 996 kg (2195,2 lb)
- Peso máximo al despegue: 1366 kg (3010,7 lb)
- Planta motriz: 1× motor radial de 9 cilindros refrigerado por aire Pratt & Whitney R-1340-27 Wasp.
  - Potencia: 450 kW (620 HP; 612 CV)

### Rendimiento
- Velocidad máxima operativa (Vno): 377 km/h (234 MPH; 204 kt) a 1800 m
- Alcance: 580 km (313 nmi; 360 mi)
- Alcance en ferry: 1020 km
- Techo de vuelo: 8350 m (27 395 ft)
- Régimen de ascenso: 3,7 m/s (718 ft/min)

### Armamento
- Ametralladoras: 

  - 2x Browning M1919 de 7,62 mm o
  - 2x Browning M2 de 12,7 mm
- Puntos de anclaje: alares y ventral para cargar una combinación de:  
  - Bombas: 

    - 2x 45 kg de propósito general o
    - 5x 13,6 kg antipersonal

## Aeronaves relacionadas

### Aeronaves similares
- Breda Ba.27
- Dewoitine D.500
- Mitsubishi A5M
- PZL P.11
- Vickers Vireo
- Vickers Jockey
- Polikarpov I-16

### Secuencias de designación
- Secuencia Numérica (interna de Boeing): ← 236 - 246 - 247 - 248 - 251 - 256 - 264 - 266 - 267 - 273 - 280 - 281 - 294 - 299 - 300 →
- Secuencia P-_ (Cazas (Pursuit) del USAAC/USAAF/USAF, 1924-1962): ← P-23 - YP-24 - P-25 - P-26 - P-27 - P-28 - P-29 →